# Hartwig Müller
Hartwig Müller (* 29. Mai 1940) ist ein ehemaliger deutscher Polizeioffizier. Er war von 1986 bis 1990 Stellvertreter des Ministers des Innern und 1990 Staatssekretär im Ministerium für Innere Angelegenheiten der DDR.

## Leben
Er schloss sich der SED an und wurde Angehöriger der DVP. Als Oberst der VP war er von 1979 bis 1984 Leiter der Verwaltung Finanzen des Ministeriums des Innern (MdI) der DDR. 1985 wurde er von Erich Honecker zum Generalmajor ernannt. Nach dem Tod von Rudolf Tittelbach wurde er im selben Jahr Leiter der Versorgungsdienste und des Neuererrates des MdI, 1986 auch Stellvertreter des Ministers des Innern. Er behielt diese Funktionen auch unter den Innenministern Lothar Ahrendt und Peter-Michael Diestel, wurde am 1. Mai 1990 vom Generalmajor zum Chefinspekteur umattestiert und anschließend auch Staatssekretär.

## Auszeichnungen
- 1983 Ehrentitel Verdienter Volkspolizist der Deutschen Demokratischen Republik
- 1987 Vaterländischer Verdienstorden in Bronze